# Coprinopsis kimurae
Coprinopsis kimurae är en svampart som först beskrevs av Hongo & Aoki, och fick sitt nu gällande namn av Redhead, Vilgalys & Moncalvo 2001. Coprinopsis kimurae ingår i släktet Coprinopsis och familjen Psathyrellaceae.   Inga underarter finns listade i Catalogue of Life.